# Velîke Burîlove, Bârzula
Velîke Burîlove (în ucraineană Велике Бурилове) este un sat în comuna Cuialnic din raionul Bârzula, regiunea Odesa, Ucraina.

## Demografie
Componența lingvistică a localității Velîke Burîlove
     Română (37,96%)
     Ucraineană (37,04%)
     Rusă (25%)
Conform recensământului din 2001, nu exista o limbă vorbită de majoritatea populației, aceasta fiind compusă din vorbitori de română (37,96%), ucraineană (37,04%) și rusă (25%).

## Vezi și
- Românii de la est de Nistru